# Tournoi de clôture du championnat du Chili de football 2007
Navigation
Tournoi précédent Tournoi suivant
Le tournoi de clôture de la saison 2007 du Championnat du Chili de football est le second tournoi de la soixante-quinzième édition du championnat de première division au Chili. 
La saison sportive est scindée en deux tournois saisonniers, Ouverture et Clôture, qui décerne chacun un titre de champion. Le fonctionnement de chaque tournoi est le même ; une première phase voit les équipes réparties en quatre poules où elles affrontent les autres équipes une seule fois, dix équipes se qualifient pour la seconde phase, jouée en matchs à élimination directe. Le vainqueur du tournoi de Clôture se qualifie pour la Copa Libertadores 2008.
La relégation est normalement décidée à l'issue du tournoi de Clôture. Un classement cumulé des deux tournois 2007 est effectué et les deux derniers de ce classement sont relégués et remplacés par les deux meilleures équipes de Segunda Division, la deuxième division chilienne, tandis que le 18e doit disputer un barrage de promotion-relégation face aux 3e et 4e de D2.
C'est le club de Colo Colo, triple tenant du titre, qui remporte à nouveau le tournoi après avoir battu CD Universidad de Concepción en finale. C'est le vingt-septième titre de champion du Chili de l'histoire du club, qui devient le premier club à remporter quatre titres consécutifs.

## Les clubs participants
| - Colo Colo - CD Universidad Católica - CF Universidad de Chile - Deportes Melipilla - CD Coquimbo Unido - Club de Deportes Lota Schwager - Club de Deportes Cobreloa - Club Deportivo Huachipato - Club Deportivo O'Higgins - Deportivo Ñublense - CD Everton de Viña del Mar | - Club de Deportes Cobresal - Unión Española - Club de Deportes Antofagasta - Audax Italiano - Club Deportivo Palestino - CD Puerto Montt - CD Universidad de Concepción - Santiago Wanderers - Club Deportes Concepción - Deportes La Serena |

## Compétition
Le barème utilisé pour établir le classement est le suivant :
- Victoire : 3 points
- Match nul : 1 point
- Défaite : 0 point

### Première phase
Les deux premiers de chaque poule se qualifient pour la seconde phase. Si un troisième, voire un quatrième termine avec un meilleur total de points que le moins bon deuxième, ils disputent un tour préliminaire.
| Rang | Équipe                    | Pts | J  | G  | N | P  | Bp | Bc | Diff |
| ---- | ------------------------- | --- | -- | -- | - | -- | -- | -- | ---- |
| 1    | Colo ColoT                | 39  | 20 | 11 | 6 | 3  | 40 | 21 | +19  |
| 2    | Club de Deportes Cobresal | 32  | 20 | 8  | 8 | 4  | 31 | 23 | +8   |
| 3    | Club Deportivo Palestino  | 26  | 20 | 7  | 5 | 8  | 27 | 33 | -6   |
| 4    | Deportes La Serena        | 22  | 20 | 6  | 4 | 10 | 25 | 33 | -8   |
| 5    | Santiago Wanderers        | 17  | 20 | 4  | 5 | 11 | 15 | 43 | -28  |

| Rang | Équipe                       | Pts | J  | G  | N | P  | Bp | Bc | Diff |
| ---- | ---------------------------- | --- | -- | -- | - | -- | -- | -- | ---- |
| 1    | CD Universidad de Concepción | 35  | 20 | 9  | 8 | 3  | 30 | 19 | +11  |
| 2    | CD Universidad Católica      | 34  | 20 | 10 | 4 | 6  | 33 | 21 | +12  |
| 3    | Deportes Melipilla           | 27  | 20 | 7  | 6 | 7  | 32 | 34 | -2   |
| 4    | Club Deportes Concepción     | 22  | 20 | 7  | 4 | 9  | 32 | 41 | -9   |
| 5    | Unión Española               | 17  | 20 | 4  | 5 | 11 | 26 | 36 | -10  |

|  | Qualification pour la seconde phase               |
|  | T : Tenant du titre P : Promu de Segunda Division |

| Rang | Équipe                     | Pts | J  | G  | N | P  | Bp | Bc | Diff |
| ---- | -------------------------- | --- | -- | -- | - | -- | -- | -- | ---- |
| 1    | Audax Italiano             | 47  | 20 | 14 | 5 | 1  | 47 | 20 | +27  |
| 2    | CF Universidad de Chile    | 45  | 20 | 13 | 6 | 1  | 42 | 21 | +21  |
| 3    | Club de Deportes Cobreloa  | 31  | 20 | 8  | 7 | 5  | 36 | 30 | +6   |
| 4    | CD Puerto Montt            | 21  | 20 | 5  | 6 | 9  | 18 | 22 | -4   |
| 5    | CD Everton de Viña del Mar | 13  | 20 | 3  | 4 | 13 | 20 | 36 | -16  |

| Rang | Équipe                         | Pts | J  | G | N | P  | Bp | Bc | Diff |
| ---- | ------------------------------ | --- | -- | - | - | -- | -- | -- | ---- |
| 1    | Club Deportivo O'Higgins       | 34  | 20 | 9 | 7 | 4  | 28 | 23 | +5   |
| 2    | Deportivo Ñublense             | 26  | 20 | 7 | 5 | 8  | 32 | 38 | -6   |
| 3    | Club Deportivo Huachipato      | 25  | 20 | 7 | 4 | 9  | 30 | 36 | -6   |
| 4    | Club de Deportes Antofagasta   | 25  | 20 | 6 | 7 | 7  | 22 | 21 | +1   |
| 5    | Club de Deportes Lota Schwager | 19  | 20 | 4 | 7 | 9  | 22 | 28 | -6   |
| 6    | CD Coquimbo Unido              | 13  | 20 | 4 | 1 | 15 | 18 | 37 | -19  |

### Seconde phase
Tour préliminaire :
| Équipe 1                  | Résultat | Équipe 2           |
| ------------------------- | -------- | ------------------ |
| Club de Deportes Cobreloa | 3 - 1    | Deportivo Ñublense |

Quarts de finale :
| Équipe 1                  | Résultat | Équipe 2                     | Aller | Retour |
| ------------------------- | -------- | ---------------------------- | ----- | ------ |
| Club de Deportes Cobresal | 3 - 6    | CF Universidad de Chile      | 2 - 4 | 1 - 2  |
| Club de Deportes Cobreloa | 2 - 3    | Audax Italiano               | 2 - 2 | 0 - 1  |
| CD Universidad Católica   | 5 - 5e   | CD Universidad de Concepción | 5 - 3 | 0 - 2  |
| Club Deportivo O'Higgins  | 1 - 6    | Colo Colo                    | 0 - 5 | 1 - 1  |

Demi-finales :
| Équipe 1                     | Résultat | Équipe 2                | Aller | Retour |
| ---------------------------- | -------- | ----------------------- | ----- | ------ |
| CD Universidad de Concepción | 5 - 4    | Audax Italiano          | 2 - 3 | 3 - 1  |
| Colo Colo                    | 3 - 0    | CF Universidad de Chile | 2 - 0 | 1 - 0  |

Finale :
| 20 décembre 2007 | CD Universidad de Concepción | 0 - 1 | Colo Colo      | Estadio Municipal de Concepción, Concepción |                                             |
|                  |                              |       | Biscayzacú 47e | Spectateurs : 32 500 Arbitrage : Pablo Pozo | Spectateurs : 32 500 Arbitrage : Pablo Pozo |

| 23 décembre 2007 | Colo Colo                                | 3 - 0 | CD Universidad de Concepción | Estadio Monumental, Santiago du Chili          |                                                |
|                  | Fierro 18e · Biscayzacú 87e · Bieler 90e |       |                              | Spectateurs : 45 000 Arbitrage : Enrique Osses | Spectateurs : 45 000 Arbitrage : Enrique Osses |

### Classement cumulé
Un classement cumulé des deux tournois de l'année 2007 est effectué afin de déterminer à la fois la troisième équipe qualifiée pour la Copa Libertadores (par le biais du tour préliminaire) mais aussi les deux équipes reléguées. Du fait de la double victoire de Colo Colo, c'est le meilleur finaliste de tournoi qui récupère la deuxième place directement qualificative pour la Copa Libertadores.
| Rang | Équipe                          | Pts | J  | G  | N  | P  | Bp | Bc | Diff |
| ---- | ------------------------------- | --- | -- | -- | -- | -- | -- | -- | ---- |
| 1    | Audax Italiano                  | 91  | 40 | 27 | 10 | 3  | 86 | 40 | +46  |
| 2    | Colo ColoOC                     | 86  | 40 | 25 | 11 | 4  | 87 | 37 | +50  |
| 3    | CD Universidad CatólicaOf       | 80  | 40 | 24 | 8  | 8  | 69 | 35 | +34  |
| 4    | CF Universidad de Chile         | 70  | 40 | 19 | 13 | 8  | 62 | 42 | +20  |
| 5    | Club de Deportes Cobreloa       | 66  | 40 | 18 | 12 | 10 | 79 | 52 | +27  |
| 6    | Club Deportivo Huachipato       | 65  | 40 | 19 | 8  | 13 | 65 | 57 | +8   |
| 7    | Club de Deportes Cobresal       | 64  | 40 | 17 | 13 | 10 | 62 | 44 | +18  |
| 8    | Club Deportivo O'Higgins        | 61  | 40 | 17 | 10 | 13 | 58 | 61 | -3   |
| 9    | Deportivo Ñublense              | 58  | 40 | 15 | 13 | 12 | 63 | 69 | -6   |
| 10   | Deportes Melipilla              | 55  | 40 | 15 | 10 | 15 | 67 | 68 | -1   |
| 11   | CD Universidad de Concepción Cf | 52  | 40 | 13 | 13 | 14 | 55 | 52 | +3   |
| 12   | Club Deportivo Palestino        | 49  | 40 | 12 | 13 | 15 | 54 | 53 | +1   |
| 13   | Deportes La Serena              | 48  | 40 | 13 | 9  | 18 | 56 | 63 | -7   |
| 14   | Club Deportes Concepción        | 48  | 40 | 13 | 9  | 18 | 50 | 75 | -25  |
| 15   | Club de Deportes Antofagasta    | 47  | 40 | 11 | 14 | 15 | 46 | 55 | -9   |
| 16   | Unión Española                  | 45  | 40 | 12 | 9  | 19 | 55 | 61 | -6   |
| 17   | CD Everton de Viña del Mar      | 39  | 40 | 9  | 12 | 19 | 44 | 63 | -19  |
| 18   | CD Puerto Montt                 | 35  | 40 | 9  | 8  | 23 | 37 | 62 | -25  |
| 19   | Club de Deportes Lota Schwager  | 31  | 40 | 6  | 13 | 21 | 50 | 80 | -30  |
| 20   | Santiago Wanderers -3           | 30  | 40 | 8  | 9  | 23 | 39 | 76 | -37  |
| 21   | CD Coquimbo Unido               | 27  | 40 | 9  | 3  | 28 | 39 | 78 | -39  |

|  | Qualification pour la Copa Libertadores 2008                                                                                                |
|  | Qualification pour le tour préliminaire de la Copa Libertadores 2008                                                                        |
|  | Participation au barrage de promotion-relégation                                                                                            |
|  | Relégation directe en Segunda División |
|  | O : Vainqueur du tournoi Ouverture Of : Finaliste du tournoi Ouverture C : Vainqueur du tournoi Clôture Cf : Finaliste du tournoi Ouverture |

- Santiago Wanderers a reçu une pénalité de 3 points lors du tournoi Ouverture pour n'avoir pas payé ses joueurs dans les temps en novembre 2006.

#### Barrage de promotion-relégation
Le 18e de Primera Division affronte les 3e et 4e de Segunda Division pour la dernière place en première division. Les trois clubs s'affrontent en matchs aller-retour.
| Rang | Équipe                   | Pts | J | G | N | P | Bp | Bc | Diff |  | Résultats (▼ dom., ► ext.) | Morn | Puer | Copi |
| ---- | ------------------------ | --- | - | - | - | - | -- | -- | ---- |  | -------------------------- | ---- | ---- | ---- |
| 1    | CD Santiago Morning (D2) | 7   | 4 | 2 | 1 | 1 | 4  | 3  | +1   |  | CD Santiago Morning (D2)   |      | 3-1  | 1-0  |
| 2    | CD Puerto Montt          | 6   | 4 | 2 | 0 | 2 | 9  | 9  | 0    |  | CD Puerto Montt            | 2-0  |      | 3-2  |
| 3    | Deportes Copiapó (D2)    | 4   | 4 | 1 | 1 | 2 | 6  | 7  | -1   |  | Deportes Copiapó (D2)      | 0-0  | 4-3  |      |

|  | Promotion en Primera Division          |
|  | Relégation directe en Segunda División |

## Bilan du tournoi
| Championnat du Chili de football 2007 |                                    |
| Champion                              | Colo Colo (27e titre)              |
| Qualifications continentales          |                                    |
| Copa Libertadores 2008                | Colo Colo                          |
| Copa Libertadores 2008                | CD Universidad Católica            |
| Copa Libertadores 2008                | Audax Italiano (tour préliminaire) |
| Promotions et relégations             |                                    |
| Promus en Primera División            | Provincial Osorno                  |
| Promus en Primera División            | CSD Rangers                        |
| Promus en Primera División            | CD Santiago Morning                |
| Relégués en Segunda División          | CD Puerto Montt                    |
| Relégués en Segunda División          | Club de Deportes Lota Schwager     |
| Relégués en Segunda División          | Santiago Wanderers                 |
| Relégués en Segunda División          | CD Coquimbo Unido                  |